# Sorsavesi
Le lac Sorsavesi (finnois : Sorsavesi) est un lac, du réseau hydrographique de la Vuoksi, situé dans les municipalités de Leppävirta et de Pieksämäki en Finlande,.

## Présentation
Le lac a une superficie de 55 kilomètres carrés et une altitude de 98 mètres.